# Championnats ibéro-américains d'athlétisme 2022
Navigation
Édition précédente Édition suivante
La 19e édition des Championnats ibéro-américains d'athlétisme se déroule du 20 au 22 mai 2022 à La Nucia, en Espagne. Les épreuves de semi-marathon se déroulent à Torrevieja.

## Participation
La compétition réunit les athlètes des 24 pays de la zone Ibéro-Amérique, ainsi que l'Espagne, le Portugal et les nations hispanophones et lusophones d'Afrique. En 2022, l'Ukraine est exceptionnellement invitée par les organisateurs.
| Amérique centrale et Caraïbes                                                                                  | Amérique du Sud                                                                                       | Europe               | Afrique                             | Délégations invitées |
| --- | --- | -------------------- | ----------------------------------- | -------------------- |
| - Costa Rica - Cuba - Guatemala - Honduras - Mexique - Panama - Porto Rico - République dominicaine - Salvador | - Argentine - Bolivie - Brésil - Chili - Colombie - Équateur - Paraguay - Pérou - Uruguay - Venezuela | - Espagne - Portugal | - Angola - Cap-Vert - Guinée-Bissau | - Ukraine            |

## Résultats

### Hommes
| Épreuves               | Or | Argent                                                                                                   | Bronze                                                                                              |
| ---------------------- | --- | --- | --------------------------------------------------------------------------------------------------- |
| 100 m (+0,1 m/s)       | Shainer Rengifo 10 s 15                                                                                  | Felipe dos Santos 10 s 26                                                                                | Franco Florio 10 s 31 (SB)                                                                          |
| 200 m (-2,1 m/s)       | Alexander Ogando 20 s 27                                                                                 | Yancarlos Martínez 20 s 60 (SB)                                                                          | Shainer Rengifo 21 s 01                                                                             |
| 400 m                  | Lidio Andrés Feliz 44 s 64 (CR)                                                                          | Luguelín Santos 45 s 50 (SB)                                                                             | Elián Larregina 45 s 78 (NR)                                                                        |
| 800 m                  | Álvaro de Arriba 1 min 45 s 19 (SB)                                                                      | Jose Maita 1 min 46 s 22 (PB)                                                                            | José Carlos Pinto 1 min 46 s 61 (PB)                                                                |
| 1 500 m                | Isaac Nader 3 min 43 s 86                                                                                | Jose Zabala 3 min 44 s 55                                                                                | Pol Moya 3 min 44 s 64 (SB)                                                                         |
| 5 000 m                | Carlos Mayo 13 min 51 s 12 (SB)                                                                          | Carlos Díaz 13 min 51 s 97                                                                               | Marco Julían Molina 13 min 52 s 50                                                                  |
| Semi-marathon          | Luis Ostos 1 h 4 min 46 s                                                                                | Jesús Antonio Poblete 1 h 4 min 47 s                                                                     | Jorge Blanco 1 h 5 min 26 s (SB)                                                                    |
| 110 m haies (+0,3 m/s) | Rafael Pereira 13 s 47                                                                                   | Daniel Cisneros 13 s 53 (PB)                                                                             | Eduardo de Deus 13 s 53                                                                             |
| 400 mètres haies       | Gerald Drummond 48 s 87 (NR)                                                                             | Juander Santos 49 s 74 (SB)                                                                              | Jesús David Delgado 49 s 82 (SB)                                                                    |
| 3 000 m steeple        | Gonzalo Parra 8 min 34 s 85 (SB)                                                                         | Nahuel Carabaña 8 min 35 s 19 (NR)                                                                       | Marcos Julian Molina 8 min 35 s 40 (SB)                                                             |
| 10 000 m marche        | Álvaro Martín 39 min 24 s 20 (CR)                                                                        | Caio Bonfim 39 min 57 s 59 (PB)                                                                          | César Rodríguez 40 min 13 s 10 (SB)                                                                 |
| 4 × 100 m              | Espagne Bernat Canet Jesús Gómez Daniel Rodríguez Sergio López 39 s 03 (SB)                              | République dominicaine Christopher Valdez Alexander Ogando José González Yancarlos Martínez 39 s 19 (SB) | Brésil Gabriel Luiz Boza Felipe Bardi dos Santos Erik Cardoso Lucas Rodrigues da Silva 39 s 32 (SB) |
| 4 × 400 m              | République dominicaine Robert King Alexander Ogando Luguelín Santos Lidio Andrés Feliz 3 min 0 s 98 (SB) | Espagne Iñaki Cañal Samuel García Óscar Husillos Manuel Guijarro 3 min 4 s 05 (SB)                       | Portugal João Coelho José Carlos Pinto Ricardo dos Santos Mauro Pereira 3 min 7 s 23 (SB)           |
| Saut en hauteur        | Edgar Rivera 2,26 m (SB)                                                                                 | Thiago Moura 2,26 m                                                                                      | Fernando Carvalho Ferreira 2,21 m                                                                   |
| Saut à la perche       | Dídac Salas 5,40 m (SB)                                                                                  | Rubem Miranda 5,35 m (SB)                                                                                | Germán Chiaraviglio 5,30 m (SB)                                                                     |
| Saut en longueur       | Eusebio Cáceres 8,05 m (SB)                                                                              | Maykel Massó 8,03 m (SB)                                                                                 | Héctor Santos 7,97 m                                                                                |
| Triple saut            | Lázaro Martínez 17,30 m (CR)                                                                             | Marcos Ruiz 16,94 m (PB)                                                                                 | Tiago Pereira 16,71 m (SB)                                                                          |
| Lancer du poids        | Darlan Romani 21,70 m (CR)                                                                               | Welington Silva Morais 20,78 m (PB)                                                                      | Tsanko Arnaudov 20,43 m (SB)                                                                        |
| Lancer du disque       | Lucas Nervi 60,58 m                                                                                      | Wellinton Fernandes 57,09 m                                                                              | Emanuel Sousa 56,68 m                                                                               |
| Lancer du marteau      | Javier Cienfuegos 74,70 m                                                                                | Gabriel Kehr 74,61 m                                                                                     | Humberto Mansilla 73,14 m                                                                           |
| Lancer du javelot      | Leandro Ramos 81,37 m                                                                                    | Pedro Henrique Rodrigues 80,74 m (PB)                                                                    | Luiz Mauricio Días Da Silva 80,41 m (PB)                                                            |
| Décathlon              | Gerson Izaguirre 7 827 pts                                                                               | Edgar Campré 7 729 pts                                                                                   | Bruno Comin 7 668 pts (SB)                                                                          |

### Femmes
| Épreuves                    | Or                                                                                            | Argent                                                                                           | Bronze |
| --------------------------- | --------------------------------------------------------------------------------------------- | ------------------------------------------------------------------------------------------------ | --- |
| 100 m (-0,2 m/s)            | Vitória Cristina Rosa 11 s 22                                                                 | Lorène Bazolo 11 s 36                                                                            | María Isabel Pérez 11 s 48                                                                                    |
| 200 m (-2,5 m/s)            | Vitória Cristina Rosa 23 s 53                                                                 | Lorène Bazolo 23 s 67                                                                            | Lorraine Barboza Martins 23 s 80                                                                              |
| 400 m                       | Marileidy Paulino 49 s 49 (CR)                                                                | Fiordaliza Cofil 50 s 64 (PB)                                                                    | Roxana Gómez 51 s 03 (SB)                                                                                     |
| 800 m                       | Déborah Rodríguez 2 min 2 s 53                                                                | Daniela García 2 min 3 s 65                                                                      | Patrícia Silva 2 min 4 s 23 (PB)                                                                              |
| 1 500 m                     | Solange Andreia Pereira 4 min 15 s 87                                                         | Águeda Muñoz 4 min 16 s 42                                                                       | Salomé Afonso 4 min 17 s 35                                                                                   |
| 5 000 m                     | Joselyn Brea 16 min 8 s 83                                                                    | Fedra Luna 16 min 9 s 96                                                                         | Lucía Rodríguez 16 min 10 s 08 (SB)                                                                           |
| Semi-marathon               | Florencia Borelli 1 h 11 min 59 s (CR)                                                        | Daiana Ocampo 1 h 13 min 13 s                                                                    | Marta Galimany 1 h 13 min 23 s                                                                                |
| 100 mètres haies (+0,5 m/s) | Greisys Roble 12 s 93 (PB)                                                                    | Keily Linet Pérez 13 s 01 (PB)                                                                   | Paola Vázquez 13 s 05                                                                                         |
| 400 mètres haies            | Melissa González 54 s 87 (PB)                                                                 | Sara Gallego 55 s 56 (SB)                                                                        | Grace Claxton 55 s 68 (SB)                                                                                    |
| 3 000 m steeple             | Belén Casetta 9 min 29 s 60 (CR)                                                              | Irene Sánchez-Escribano 9 min 37 s 08 (SB)                                                       | Tatiane Raquel da Silva 9 min 42 s 06 (SB)                                                                    |
| 10 000 m marche             | Laura García-Caro 43 min 33 s 72 (PB)                                                         | Kimberly García 43 min 41 s 50 (SB)                                                              | Ana Cabecinha 44 min 23 s 69 (SB)                                                                             |
| 4 × 100 m                   | République dominicaine Martha Méndez Marileidy Paulino Anabel Medina Fiordaliza Cofil 43 s 81 | Portugal Patrícia Rodrigues Rosalina Santos Olímpia Barbosa Lorène Bazolo 44 s 82                | Seulement deux équipes classées                                                                               |
| 4 × 400 m                   | Espagne Berta Segura Eva Santidrián Carmen Avilés Sara Gallego 3 min 31 s 72 (SB)             | Brésil Tábata de Carvalho Liliane Fernandes Chayenne da Silva Tiffani Marinho 3 min 32 s 50 (SB) | République dominicaine Mariana Pérez Evelin del Carmen Franshina Martínez Fiordaliza Cofil 3 min 33 s 41 (SB) |
| Saut en hauteur             | Marysabel Senyu 1,87 m (PB)                                                                   | Valdiléia Martins 1,84 m (SB)                                                                    | Jennifer Laritza Rodríguez 1,84 m                                                                             |
| Saut à la perche            | Monica Clemente 4,30 m                                                                        | Juliana De Menis 4,30 m (SB)                                                                     | Malen Ruiz De Azua 4,25 m                                                                                     |
| Saut en longueur            | Fátima Diame 6,65 m (SB)                                                                      | Evelise Veiga 6,55 m (w)                                                                         | Yuliana Angulo 6,48 m                                                                                         |
| Triple saut                 | Leyanis Pérez 14,58 m (PB)                                                                    | Liadagmis Povea 14,41 m                                                                          | Ana José Tima 14,25 m (SB)                                                                                    |
| Lancer du poids             | Jessica Inchude 18,07 m                                                                       | María Belén Toimil 17,85 m (SB)                                                                  | Rosa Ramírez 17,60 m (PB)                                                                                     |
| Lancer du disque            | Yaimé Pérez 62,06 m                                                                           | Karen Gallardo 59,39 m                                                                           | Andressa de Morais 58,33 m                                                                                    |
| Lancer du marteau           | Laura Redondo 68,68 m                                                                         | Mariana Marcelino 64,51 m                                                                        | Mayra Alexandra Gaviria 64,44 m                                                                               |
| Lancer du javelot           | Juleysi Anahi Angulo 60,91 m (NR)                                                             | Flor Ruíz 60,52 m (SB)                                                                           | Jucilene de Lima 57,86 m                                                                                      |
| Heptathlon                  | Martha Araújo 5 951 pts (CR)                                                                  | Ana Camila Pirelli 5 808 pts (SB)                                                                | Alysbeth Félix 5 666 pts                                                                                      |

## Légende
Records et Performances
- AR : Record continental (area record)
- CR : Record des championnats (championship record)
- MR : Record du meeting (meet record)
- NR : Record national (national record)
- OR : Record olympique (olympic record)
- PR : Record paralympique (paralympic record)
- PB : Record personnel (personal best)
- SB : Meilleure performance personnelle de la saison (season's best)
- WL : Meilleure performance mondiale de l'année (world leader)
- WJR : Record du monde junior (world junior record)
- WR : Record du monde (world record)

Circonstances et Conditions
- DNF : N'a pas terminé (did not finish)
- DNS : N'a pas pris le départ (did not start)
- DQ : Disqualification (disqualification)
- NM : Aucun essai valable enregistré (No Mark)
- Q : Qualifié « directement » au prochain tour (ou à la prochaine compétition), lors d'une compétition majeure, grâce au classement ou à la réalisation des minima (automatic qualifier)
- q : Qualifié au prochain tour (ou à la prochaine compétition), lors d'une compétition majeure, grâce au repêchage ou à la réalisation de l'une des meilleures performances parmi celles des « non qualifiés directement » (grâce au meilleur temps ou à la meilleure distance par exemple) (secondary qualifier)